# Wrapped
Wrapped é uma canção escrita pelo cantor peruano Gian Marco e cantada por Gloria Estefan, foi lançado como o primeiro single de seu décimo álbum de estúdio Unwrapped. Está entre as canções de maior sucesso da cantora.
Warpped teve sucesso nas versões em inglês como em espanhol. Tornou-se um êxito em várias paradas musicais em vários países do mundo, logrando posicionar-se nos 10 primeiros postos. Na Suíça chegou a alcançar a posição número 3 da lista de singles Top 100, durante 3 semanas, tendo obtido disco de ouro. Na Bélgica alcançou o número 4 na parara Ultratip Singles Chart.
Foi o primeiro single da artista lançado via download digital, tendo liderado a lista de descargas em Espanha.

## Paradas
| Parada (2003)                                         | Melhor posição |
| ----------------------------------------------------- | -------------- |
| Belgium Ultratip Singles Chart                        | 4              |
| Germany Singles Chart                                 | 65             |
| Switzerland Singles Chart                             | 3              |
| U.S. Billboard Bubbling Under Hot 100 Singles         | 10             |
| U.S. Billboard Adult Contemporary Chart               | 23             |
| U.S. Billboard Hot Adult Contemporary Top Radio Panel | 20             |
| U.S. Billboard Top Adult Radio Chart                  | 86             |